# La France agricole
La France agricole est un magazine hebdomadaire français, spécialisé dans la catégorie presse agricole, édité par le Groupe France Agricole et installé à Saint-Ouen-sur-Seine.

## Création
La France Agricole est créée en juin 1945 par la société coopérative d'éditions agricoles des agriculteurs du Vexin avec un agriculteur comme président, Paul Chaussonnière. Son premier numéro est paru le 9 juin 1945. 
Deux autres périodiques, Le Journal Agricole et La Vie Agricole se joignent en 1946 à La France Agricole pour former Le Journal de la France Agricole.

## Diffusion
La diffusion payée en France de La France agricole.
| Titre              | 2010    | 2011    | 2012    | 2013    | 2014    | 2015   | 2016   | 2017    |
| ------------------ | ------- | ------- | ------- | ------- | ------- | ------ | ------ | ------- |
| La France agricole | 127 824 | 123 599 | 118 865 | 114 173 | 105 912 | 98 589 | 97 257 | 102 315 |

La France Agricole est l'hebdomadaire professionnel le plus vendu d’Europe avec plus de 100 000 exemplaires. Il est un « poids lourd » de la presse technique et professionnelle, « champion toutes catégories » selon Daniel Junqua. Il est considéré comme la « revue hebdomadaire de référence de la presse agricole française ».
Le magazine  fonctionne en bimédia avec un site internet et une lettre d'information quotidienne : La France Agricole aujourd'hui. Une nouvelle version du site est sortie le 19 novembre 2015.

## Contenu
La France agricole publie sur tous les thèmes agricoles : commercialisation, cours et marché, culture, élevage, environnement, gestion et droit, international, machinisme, météo, outils de gestion, politique agricole, questions juridiques, société et vie sociale. En cela, il est un hebdomadaire généraliste du monde agricole, qui comporte aussi des mensuels spécialisés aux tirages nettement plus faibles,.
En janvier 2024, le media l'Humanité reprend des arguments de La France Agricole sur les exportations de l'Ukraine qui font chuter les cours en Europe.